# Bitva u Monsu
Bitva u Monsu byla první velkou akcí Britského expedičního sboru (BEF) za první světové války. Šlo o součást podpůrných akcí během hraničních bojů, ve kterých se Spojenci střetli s Německem na francouzských hranicích.

## Průběh
23. srpna 1914 zaútočila německá 1. armáda na Britský expediční sbor, který se pokoušel zaujmout obrannou linii v délce 43 km kolem města Mons. V západní části se Britové chvatně zakopali podél Kanálu de Condé, kolem samotného města však museli hájit exponovaný výběžek fronty. Tam také podnikli Němci hlavní útok. Nejprve postupovala německá pěchota v typicky pochodovém útvaru a utrpěla velké ztráty britskou palbou. Malé britské síly odrážely jeden útok za druhým a držely své postavení. 24. srpna vydal britský generál John French rozkaz k ústupu, jelikož hrozilo obklíčení britských jednotek.